# Washburn Guitars

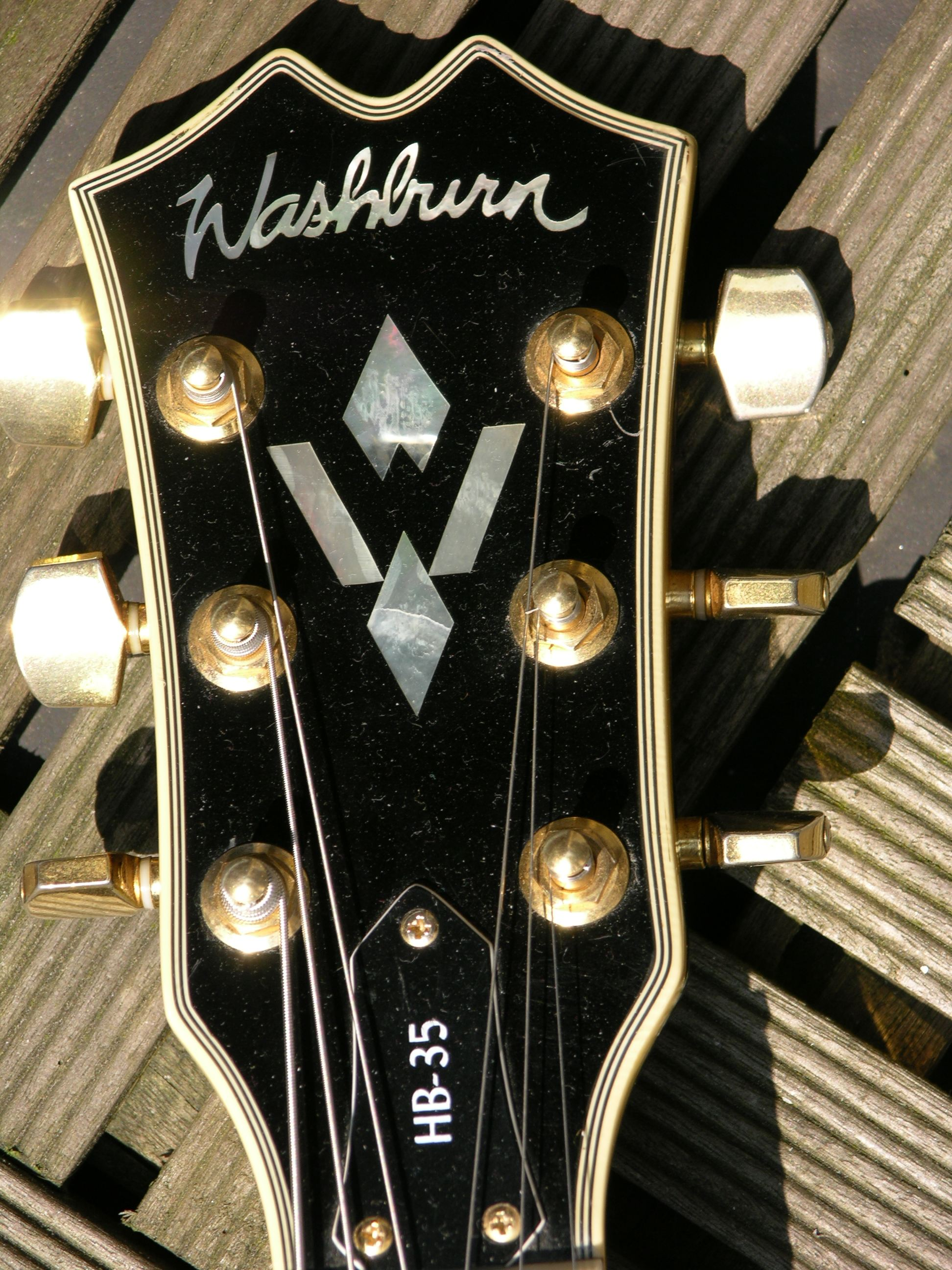
Kop van een Washburn HB35

Washburn Guitars is een Amerikaanse gitaarbouwer.
Het bedrijf werd in 1883 in Chicago opgericht en is onderdeel van U.S. Music Corporation, een dochteronderneming van Exertis|JAM. Gedurende zijn bestaan ontwierp het bedrijf gitaren voor gitaristen als Nuno Bettencourt, Dimebag Darrell en Paul Stanley. Naast gitaren heeft Washburn ook basgitaren, mandolines, banjo's en versterkers gebouwd.